# 葭屋橋
葭屋橋（よしやばし）は、大阪府大阪市中央区にある東横堀川に架かる土佐堀通の橋。大川からの分流点すぐの位置に架かる。

## 歴史・概要
1784年（天明4年）に、葭屋庄七らによって開発された蟹島遊廓への通路として設けられたものであり、橋も同時期に架橋されたと考えられている。葭屋橋付近の大川・東横堀の水の流れは複雑であり、通船数も多かったため、船が橋脚へ衝突する事故が多発していたと伝わる。その上、洪水の被害も頻繁に受けていたことから、架け換え時には様々な工夫が施され、1804年（文化元年）に架け替えられたときは錦帯橋を模して途中に橋脚を設けない構造とし、さらに明治初期に架け替えられた際には、当時としては珍しい斜張橋の構造が採用された。
現在の規模に近い状態になったのは、明治末期の大阪市電北浜線の敷設事業によって土佐堀通が拡幅されたときである。1911年（明治44年）7月に近代橋への架け替えが完成し、市電は10月に開通している。現在の橋は1966年（昭和41年）に架け替えられている。
一本の道から西へ二手に分かれるように架けられている、1つ下流側の今橋の北東袂と葭屋橋の南東袂は親柱を共有しているが、土佐堀通の拡幅以前は別々に架かっていた。